# Macrosaccus
Macrosaccus is een geslacht van nachtvlinders uit de familie Gracillariidae (mineermotten).
Het geslacht bestaat uit de volgende soorten:
- Macrosaccus gliricidius Davis, 2011
- Macrosaccus morrisella (Fitch, 1859)
- Macrosaccus neomexicanus Davis, 2011
- Macrosaccus robiniella (Clemens, 1859)
- Macrosaccus uhlerella (Fitch, 1859)